# Хойто-Агинське сільське поселення
Хойто́-Аги́нське сільське поселення (рос. Хойто-Агинское сельское поселение) — сільське поселення у складі Агінського району Забайкальського краю Росії.
Адміністративний центр — село Хойто-Ага.

## Населення
Населення сільського поселення становить 750 осіб (2019; 867 у 2010, 883 у 2002).

## Склад
До складу сільського поселення входять:
| Населений пункт    | Населення, осіб (2002) | Населення, осіб (2010) |
| ------------------ | ---------------------- | ---------------------- |
| Верхня Салія, село | 5                      | 14                     |
| Пунцук, село       | 29                     | 19                     |
| Хойто-Ага, село    | 849                    | 834                    |